# 蒼天龍
『蒼天龍』（そうてんりゅう）は、童が開発し、タイトーが2001年2月に発売した業務用ビデオゲーム。盤面に一筆書きの要領で並べられた麻雀牌を2つ選択して取り除いていくパズルゲームであり、同じ種類の牌を連続して消すと派手な演出が表示されるのが特徴となっている。
本作はタイトーのシステム基板「G-NETシステム」の第12弾ソフトとして発売された。また、2003年4月1日にはデジキューブがタイトーからの許諾を得て、『蒼天龍 THE ARCADE』（そうてんりゅう ジ・アーケード）の名称で、コンビニ専売のPlayStation 2用ソフトとして家庭用移植版を発売した。

## ゲーム内容
本作は、麻雀牌を使ったパズルゲームである。本作には、チュートリアルを兼ねた全4面の「入門編」、全9面のメインモードとなる「蒼天龍編」、2人対戦が可能な「対戦編」の3種類のゲームモードが搭載されている。
本作は、制限時間内に配置された麻雀牌を消すことが目的のゲームである。麻雀牌は盤面上に一筆書きの線状の形で配置され、同じ種類の牌を2つ選択すると消去できる。ただし、牌を選んで消すときには、最初に選択した牌を含む直線から、1回分岐した直線までの範囲の中から選択する必要がある。また、他の牌が上に重なった牌や、裏返った牌についても選択することができない。同じ種類の牌は、盤面の中に必ず2組配置されており、それらを連続して消去すると「連続消し」として演出と共に高得点が与えられ、制限時間も加算される。また、「連続消し」を繰り返して行うと演出が強化される。
牌を消去するとその隙間が詰められて、徐々に麻雀牌を結ぶ線が縮小される。また、消去した牌の隣に裏返しの牌が存在するときは、その牌は表向きとなり選択可能な牌となる。
盤面上の全ての麻雀牌を消去すると面クリアとなり、手詰まりになるか制限時間に達するとゲームオーバーとなる。なお、面クリア時には女性のイラストが表示される仕様となっている。
また、「蒼天龍編」モードに限り、「ボーナスステージ」を面クリア後に遊ぶことができる。ボーナスステージでは、並べられた裏返しの牌を選択し、「はずれ」牌が出現するまで時間アイテムや得点アイテムを獲得できる。